# Куликовка (Черновицкая область)
Куликовка (укр. Куликівка) — село в Герцаевской городской общине Черновицкого района Черновицкой области Украины.
Население по переписи 2001 года составляло 731 человек. Телефонный код — 3740. Код КОАТУУ — 7320782501.

## История
В 1946 г. Указом ПВС УССР село Куличены переименовано в Куликовка.
До 2020 года входило в Герцаевский район